# ジャッジア・ダックス
ジャッジア・ダックスは、SFテレビドラマ『スタートレック:ディープ・スペース・ナイン』に登場する人物の一人で、共生生物ダックスの8番目のホスト（演：テリー・ファレル、日本語版での声：佐藤しのぶ。なお、米国放映時の名前の発音は「ジャッズィーア・ダックス」に近い）。

## 概要
先代ダックスのクルゾン（米国放映時の発音は「カーゾン」）は主人公ベンジャミン・シスコの友人だった。クルゾンは年上だったこともあり、シスコは「親父さん」と呼んでいた。
ジャッジアが宇宙艦隊の科学士官としてディープ・スペース・ナイン（以下DS9）に赴任してからは、女性ながらクルゾンの記憶を持っている為にシスコから以前と同様「親父さん」と呼ばれ、昔話に花を咲かせている。ダックスはクルゾン以前のホストたちの記憶も持っており、ジャッジアが過去のホストだったトリル人達の記憶と対面する話なども描かれている。
フェレンギ人に対して理解と好意を持っており、特にクワークと親しい。トンゴと呼ばれるゲームのルールを知っている為、フェレンギ人に囲まれてゲームをしているが大半は彼女の一人勝ちで終わることが多い。また、クルゾン時代にカーンら何人かのクリンゴン人と親しく付き合っていた縁で、彼らの子供の敵討ちに参加したこともある。
クワークやジュリアン・ベシアに好意を寄せられるも、友人以上の関係になろうとはしなかった。しかし作戦士官として赴任してきたウォーフとは急速に接近し、やがて結婚した(ダックスとして
356歳で6回目の結婚)。ドミニオン戦争中盤、シスコがロス提督の司令部にスカウトされてからはU.S.S.ディファイアントの艦長を勤めた。
DS9奪還後まもなく、パー・レイスの力を得たカーデシア人のガル・デュカットに撃たれ、寄生体は一命をとりとめたものの、ホストのジャッジアは死亡。その後、ダックスは新しいホストのエズリに移植された。演ずるファレルが降板を申し出たためであるが、トラブルではなく円満降板と公表されており、クランクアップ記念パーティーにもファレルは出席している。

## 経歴
- DS9にて死亡
- U.S.S.ディファイアント艦長
- U.S.S.ディファイアント副長（下記と兼任）
- ディープ・スペース・ナイン科学士官（少佐）
- ダックスと合体
- 宇宙艦隊士官学校卒業

## その他
- ポーランド語にはヤドヴィガ (Jadwiga) という名があり、この愛称形がヤージア (Jadzia)である。これは英語圏では「ジャッジア」と発音される。